# Гільєрмо Діас (борець)
Гільєрмо Діас Гутієрес (ісп. Guillermo Díaz Gutiérrez; нар. 29 вересня 1964) — мексиканський борець вільного та греко-римського стилів, срібний призер Панамериканського чемпіонату, бронзовий призер чемпіонату Центральної Америки, дворазовий бронзовий призер Центральноамериканських і Карибських ігор у змаганнях з вільної боротьби, триразовий срібний призер Панамериканських чемпіонатів, бронзовий призер Панамериканських ігор, дворазовий срібний призер чемпіонатів Центральної Америки, дворазовий срібний призер Центральноамериканських і Карибських ігор, учасник двох Олімпійських ігор у змаганнях з греко-римської боротьби.

## Життєпис
У 2001 році став срібним призером чемпіонату світу серед юніорів.
Виступав за спортивний клуб УНАМ, Мехіко. Тренер — Леонід Колесник.

## Спортивні результати на міжнародних змаганнях

### Виступи на Олімпіадах
| Змагання                    | Збірна  | Вагова категорія                  | Місце |
| --------------------------- | ------- | --------------------------------- | ----- |
| Літні Олімпійські ігри 1992 | Мексика | греко-римська боротьба, до 130 кг | 11    |
| Літні Олімпійські ігри 1996 | Мексика | греко-римська боротьба, до 130 кг | 18    |

### Виступи на Панамериканських чемпіонатах
| Змагання                                   | Збірна  | Вагова категорія                  | Місце  |
| ------------------------------------------ | ------- | --------------------------------- | ------ |
| Панамериканський чемпіонат з боротьби 1984 | Мексика | греко-римська боротьба, до 130 кг | Срібло |
| Панамериканський чемпіонат з боротьби 1989 | Мексика | греко-римська боротьба, до 100 кг | Срібло |
| Панамериканський чемпіонат з боротьби 1989 | Мексика | вільна боротьба, до 100 кг        | Срібло |
| Панамериканський чемпіонат з боротьби 1990 | Мексика | вільна боротьба, до 130 кг        | 4      |
| Панамериканський чемпіонат з боротьби 1991 | Мексика | вільна боротьба, до 130 кг        | 5      |
| Панамериканський чемпіонат з боротьби 1991 | Мексика | греко-римська боротьба, до 130 кг | 5      |
| Панамериканський чемпіонат з боротьби 1992 | Мексика | греко-римська боротьба, до 130 кг | 4      |
| Панамериканський чемпіонат з боротьби 1994 | Мексика | греко-римська боротьба, до 130 кг | Срібло |
| Панамериканський чемпіонат з боротьби 1997 | Мексика | греко-римська боротьба, до 125 кг | 5      |

### Виступи на Панамериканських іграх
| Змагання                  | Збірна  | Вагова категорія                  | Місце  |
| ------------------------- | ------- | --------------------------------- | ------ |
| Панамериканські ігри 1983 | Мексика | греко-римська боротьба, до 100 кг | Бронза |
| Панамериканські ігри 1991 | Мексика | вільна боротьба, понад 100 кг     | 5      |
| Панамериканські ігри 1991 | Мексика | греко-римська боротьба, до 130 кг | 5      |
| Панамериканські ігри 1995 | Мексика | греко-римська боротьба, до 130 кг | 8      |
| Панамериканські ігри 1995 | Мексика | вільна боротьба, до 130 кг        | 6      |

### Виступи на Центральноамериканських і Карибських іграх
| Змагання                                     | Збірна  | Вагова категорія                  | Місце  |
| -------------------------------------------- | ------- | --------------------------------- | ------ |
| Центральноамериканські і Карибські ігри 1982 | Мексика | вільна боротьба, до 90 кг         | Бронза |
| Центральноамериканські і Карибські ігри 1982 | Мексика | греко-римська боротьба, до 100 кг | Срібло |
| Центральноамериканські і Карибські ігри 1986 | Мексика | греко-римська боротьба, до 100 кг | 4      |
| Центральноамериканські і Карибські ігри 1990 | Мексика | вільна боротьба, до 130 кг        | Бронза |
| Центральноамериканські і Карибські ігри 1990 | Мексика | греко-римська боротьба, до 130 кг | Срібло |

### Виступи на Чемпіонатах Центральної Америки
| Змагання                                      | Збірна  | Вагова категорія                  | Місце  |
| --------------------------------------------- | ------- | --------------------------------- | ------ |
| Чемпіонат Центральної Америки з боротьби 1984 | Мексика | греко-римська боротьба, до 100 кг | Срібло |
| Чемпіонат Центральної Америки з боротьби 1990 | Мексика | вільна боротьба, до 130 кг        | Бронза |
| Чемпіонат Центральної Америки з боротьби 1990 | Мексика | греко-римська боротьба, до 130 кг | Срібло |

### Виступи на інших змаганнях
| Змагання                                                             | Збірна  | Вагова категорія                  | Місце  |
| -------------------------------------------------------------------- | ------- | --------------------------------- | ------ |
| Панамериканський Олімпійський кваліфікаційний турнір з боротьби 1996 | Мексика | греко-римська боротьба, до 130 кг | Срібло |
| Тестовий турнір FILA 1998                                            | Мексика | греко-римська боротьба, до 130 кг | 5      |

### Виступи на змаганнях молодших вікових груп
| Змагання                                      | Збірна  | Вагова категорія                 | Місце  |
| --------------------------------------------- | ------- | -------------------------------- | ------ |
| Чемпіонат світу з боротьби серед юніорів 1980 | Мексика | вільна боротьба, до 78 кг        | Срібло |
| Чемпіонат світу з боротьби серед юніорів 1980 | Мексика | греко-римська боротьба, до 78 кг | 6      |
| Чемпіонат світу з боротьби серед юніорів 1980 | Мексика | вільна боротьба, понад 87 кг     | 5      |